# Геращенко Ігор Борисович
І́гор Бори́сович Гера́щенко (*20 липня 1957, Львів, УРСР) — український поет і актор, заслужений артист України (2007), актор Одеського українського музично-драматичного театру ім. В. Василька.
Закінчив Львівський політехнічний інститут та Харківський інститут мистецтв ім. І. Котляревського. 
Автор збірок поезій «Посеред сутнього», «Перше причастя», «Плоть», «Декалог», «Казка про наполегливого Пішачка», численних публікацій у альманахах, антологіях, періодичних виданнях, автор багатьох пісень.